# Simon-Marius-Gymnasium
Das Simon-Marius-Gymnasium ist eine weiterführende Schule in der mittelfränkischen Stadt Gunzenhausen. Es ist das einzige Gymnasium der Stadt Gunzenhausen und eins von drei Gymnasien im Landkreis Weißenburg-Gunzenhausen.

## Geschichte
Das Gymnasium ist nach dem aus Gunzenhausen stammenden Mathematiker, Astronom und Mediziner Simon Marius (1573–1625) benannt. Das Gymnasium basiert auf der 1530 errichteten Lateinschule, welche 1893 durch eine Realschule ersetzt wurde. Zuerst war diese nur für Knaben, doch seit 1919 waren auch Mädchen an der Schule zugelassen. 1960 wurde zum ersten Mal ein Abitur an der Schule abgelegt, welche sich seit 1969 Simon-Marius-Gymnasium nennt.
Das Schulgebäude, welches in verschiedenen Bauabschnitten zwischen 1956 und 1969 entstand, wurde in den Jahren 1999 bis 2005 komplett saniert. 2015 wurde das Dach der Schule durch Orkan Niklas stark beschädigt. An der Schule werden Englisch, Französisch, Spanisch und Latein als Sprachen angeboten. Partnerschulen sind das West Chicago Community High in West Chicago, Vereinigte Staaten und das Lycée Auguste-Renoir in Limoges, Frankreich.

## Absolventen
- Hans Magnus Enzensberger (1929–2022), Schriftsteller; besuchte 1944 die Schule
- Anton Posset (1941–2015), Historiker und Holocaustforscher (ehem. Lehrer am SMG)
- Armin Scherb (* 1953), Politikwissenschaftler und -didaktiker (Lehrer am SMG)
- Melissa C. Feurer (* 1990), Schriftstellerin (Schülerin am SMG, Abiturjahrgang 2010)
- Anja Mäderer (* 1991), Schriftstellerin (Mainleid, Mainschatten), Abiturjahrgang 2010